# Gallarate
Gallarate – miejscowość i gmina we Włoszech, w regionie Lombardia, w prowincji Varese.
Według danych na rok 2004 gminę zamieszkiwały 46 262 osoby, 2313,1 os./km².
W miejscowości znajduje się stacja kolejowa Gallarate.
W Gallarate urodził się włoski kolarz Ivan Basso.